# Eintracht Frankfurt
Eintracht Frankfurt is een Duitse sportvereniging, vooral bekend als voetbalclub. In 1920 ontstond de club na verschillende fusies tussen Frankfurter sportverenigingen. De grootste rivaal van Eintracht is Kickers Offenbach.

## Geschiedenis

### Ontstaan
Op 8 maart 1899 werd Frankfurter Fußball-Club Victoria von 1899 opgericht door leden van Frankfurter FC Germania 1894, de oudste club van Frankfurt. Door de populariteit van Germania kwamen een aantal leden niet aan de bak en richtten daardoor een nieuwe club op. In hetzelfde jaar werd ook Frankfurter Fußball-Club 1899 opgericht dat in 1900 fusioneerde met Frankfurter Kickers dat de nam Frankfurter FC 1899-Kickers aannam.
Op 5 mei 1908 speelde het nationale elftal zijn eerste interland in een vriendschappelijke wedstrijd tegen Zwitserland. Kickers-speler Fritz Becker scoorde twee keer voor de Mannschaft. Op 13 mei 1911 fusioneerden de rivalen Victoria en Kickers tot Frankfurter Fußballverein (Kickers-Victoria) von 1899. In 1920 volgde een nieuwe fusie met Frankfurter Turngemeinde 1861. De fusieclub heette nu Turn- und Sportgemeinde Eintracht Frankfurt von 1861. In 1927 moest de turnafdeling zich onder druk van de Duitse turnbond afsplitsen, waardoor er twee sportclubs ontstonden: Turngemeinde Eintracht Frankfurt von 1861 en Sportgemeinde Eintracht Frankfurt (F.F.V) von 1899.

### Bezirksliga
De fusieclub begon in 1920 in de Noordmaincompetitie en werd meteen kampioen. Hierdoor plaatste de club zich meteen voor de Zuid-Duitse eindronde en werd hier derde in de groepsfase. Na dit seizoen ging de club in de nieuwe Maincompetitie (Bezirksliga) spelen, die aanvankelijk uit vier reeksen bestond en over twee seizoenen werd teruggebracht naar één reeks. Eintracht werd groepswinnaar en verloor in de halve finale van rivaal Germania 1894. De volgende jaren werd de competitie gedomineerd door andere stadsrivaal FSV Frankfurt. In 1924 en 1927 werd Eintracht wel vicekampioen en bij die tweede keer plaatste de club zich voor de eindronde, waarin ze derde werden.
In 1927/28 doorbrak de club de hegemonie van FSV. In de eindronde werd de club Zuid-Duits vicekampioen achter FC Bayern München. Hierdoor plaatste de club zich voor het eerst voor de eindronde om de Duitse landstitel. In de 1/8ste finale werd de club met 3:1 verslagen door SpVgg Sülz 07. Het volgende seizoen werd de club opnieuw kampioen, maar kon zich nu niet plaatsen voor de nationale eindronde na een vierde plaats in de Zuid-Duitse eindronde. Na een derde titel op rij werd Eintracht nu voor het eerst kampioen van Zuid-Duitsland en plaatste zich opnieuw voor de eindronde waarin het eerst VfL Benrath aan de kant schoof, maar dan uitgeschakeld werd door Holstein Kiel. Het volgende seizoen werd de club vicekampioen van Zuid-Duitsland achter SpVgg Fürth en ging opnieuw naar de nationale eindronde. Na een overwinning op Fortuna Düsseldorf bleek Hamburger SV te sterk voor de club.
In 1931/32 werd de eindronde geherstructureerd en werden kampioenen en vicekampioenen samen in twee geografische groepen verdeeld. Eintracht werd groepswinnaar met één punt voorsprong op rivaal FSV en won in de finale met 2-0 van Bayern München voor de tweede keer de Zuid-Duitse titel. In de nationale eindronde maakte de club in de eerste ronde brandhout van Hindenburg Allenstein (6:0) en versloeg in de kwartfinale Tennis Borussia Berlin en in de halve finale Schalke 04, waardoor de club zich plaatste voor de finale. Dit was een heruitgave van de Zuid-Duitse finale tegen Bayern München. Deze keer trok Eintracht echter met 0-2 aan het kortste eind en moest zich tevreden stellen met de tweede plaats. Het volgende seizoen moet de club voor het eerst sinds jaren de titel aan FSV Frankfurt laten en werd in de Zuid-Duitse eindronde tweede achter FSV. Eintracht kon de barragewedstrijd winnen van SpVgg Fürth met 1:0 en plaatste zich andermaal voor de nationale eindronde. Na een 1:4 overwinning op Hamburger SV trof de club opnieuw Hindenburg Allenstein. Na de 6:0 vernedering van het voorgaande jaar deed de club er nog een schepje bovenop. Aan de rust stond het al 7:0 en na de tweede helft was het 12:2. In de halve finale werd de club echter van het veld gespeeld door Fortuna Düsseldorf (4:0).

### Gauliga
In 1933 kwamen de nazi's aan de macht in Duitsland en werd de competitie grondig hervormd. De Gauliga werd nu de hoogste klasse en bestond uit zestien regionale kampioenschappen. Frankfurt speelde in de Gauliga Südwest-Mainhessen. Eintracht en FSV verliezen hun greep op de competitie en eindigden de eerste jaren in de middenmoot. In 1937 wordt Eintracht vicekampioen achter Wormatia Worms en in 1937/38 werd de club voor het eerst kampioen in de Gauliga. Hierdoor plaatst de club zich opnieuw voor de eindronde die nu niet meer in bekervorm gespeeld wordt, maar in groepsfase. In een groep met Hamburg, Stettiner SC en Yorck Boyen Insterburg. De wedstrijden zijn altijd doelpuntenrijk en er vallen altijd minstens vijf goals. Tegen Stettin wordt er zelfs 11 keer gescoord (5:6 voor Eintracht). Hamburg en Eintracht eindigden samen eerste, maar HSV had een beter doelsaldo. De volgende seizoenen moest de club de titel laten aan Wormatia en aartsrivaal Kickers Offenbach en in 1941 eindigt zelfs kleine broer Rot-Weiß Frankfurt voor Eintracht.
Tijdens de Tweede Wereldoorlog werd de Gauliga nog verder onderverdeeld en Eintracht ging nu in de Gauliga Hessen-Nassau spelen die door Offenbach gedomineerd werd.

### Oberliga
Na de oorlog wordt Duitsland in twee gesplitst en in West-Duitsland wordt de Oberliga ingevoerd als hoogste klasse. Met vijf reeksen zijn er nu heel wat minder clubs die in de hoogste klasse spelen als voorheen. Eintracht komt terecht in de Oberliga Süd met clubs als VfB Stuttgart, Bayern München en 1. FC Nürnberg. Na een kwakkelseizoen wordt de club derde in 1946/47. De volgende seizoenen gaat het bergaf en Eintracht vecht zelfs tegen degradatie. Begin jaren vijftig gaat het beter en in 1952/53 wordt Eintracht voor het eerst kampioen en plaatst zich zo voor de eindronde om de landstitel. Er zijn twee groepen van vier en de groepswinnaars bekampen elkaar in de finale. Eintracht wordt tweede in zijn groep achter 1. FC Kaiserslautern. De volgende jaren eindigt de club in de subtop en wordt pas in 1958/59 opnieuw kampioen met twee punten voorsprong op aartsrivaal Kickers Offenbach. In de eindronde wordt de club groepswinnaar met zes gewonnen wedstrijden op zes. Offenbach slaagd erin om in de tweede groep groepswinnaar te worden en zo bekampten de eeuwige rivalen elkaar om de titel en Eintracht won na verlengingen met 5-3. Hierdoor plaatste Eintracht zich voor het eerst voor Europees voetbal in de Europacup I. Nadat eerst de Young Boys en Wiener SC opzij gezet werden scoorde de club twaalf keer in twee wedstrijden tegen de Glasgow Rangers. Eintracht werd nu de eerste Duitse ploeg die de finale van de Europacup I bereikte. In de finale tegen Real Madrid in Hampden Park in Glasgow, die door velen als beste Europacupfinale ooit wordt beschouwd, wordt met 7-3 verloren. De uitslag is enigszins geflatteerd. Eintracht Frankfurt speelde goed mee en was gelijkwaardig aan Madrid, dat voor de vijfde opeenvolgdende keer de beker won. Het probleem voor de Frankfurt spelers was dat ze als amateurs niet goed om konden gaan met de smerige trucs die de grootverdieners van Real Madrid met ze uithaalden. Ook had Madrid geluk dat een overduidelijke schwalbe (Madrids sterspeler Puskás zou dit na de wedstrijd bevestigen) een penalty opleverde.
Ondanks het grote succes in Europa moest de club in de competitie lijdzaam toekijken hoe Karlsruher SC en Offenbach de tickets voor de eindronde wegkaapten zodat Eintracht zijn titel zelfs niet kon verdedigen. In 1960/61 plaatste de club zich wel en werd gedeeld eerste met Borussia Dortmund, maar had een slechter doelsaldo en was bijgevolg uitgeschakeld. Ook het volgende seizoen plaatste de club zich, en werd opnieuw tweede. Deze keer achter 1. FC Köln. In het laatste seizoen van de Oberliga werd de club vierde achter Bayern München. Hierna werd de Bundesliga opgericht waarbij Duitsland voor het eerst een hoogste klasse kreeg die slechts uit één reeks bestond. Bayern München werd niet geselecteerd omdat de Bundesliga maar één club per stad toestond in het eerste seizoen en TSV 1860 München was net kampioen geworden in de Oberliga Süd. FSV Frankfurt was een jaar eerder uit de Oberliga gedegradeerd dus in Frankfurt stelde zich dit probleem niet en Eintracht werd een van de zestien clubs die mocht starten in de Bundesliga.

### Bundesliga

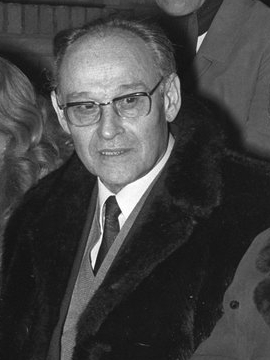
Trainer Elek Schwartz

In het eerste seizoen wordt de club derde en verliest de bekerfinale van TSV 1860. De club wordt geselecteerd voor de Jaarbeursstedenbeker, maar wordt in de eerste ronde verslagen door het Schotse Kilmarnock. De volgende seizoenen eindigt de club in de middenmoot en in 1966 herenigde de club zich met Turngemeinde Eintracht Frankfurt von 1861 en werd nu Eintracht Frankfurt e.V.. In de 1966/67 leek de club in de Jaarbeursstedenbeker op een tweede Europese finale af te stevenen. Tegen Dinamo Zagreb won de club thuis met 3-0 en stond met één been in de finale, maar in de terugwedstrijd verloor de club met 4-0 en was uitgeschakeld. De volgende seizoenen eindigde de club meestal in de middenmoot. In 1974/75 wordt voor de tweede keer de derde plaats bereikt en in de bekerfinale wint de club van MSV Duisburg, een jaar eerder won de club ook al de beker tegen HSV. Na deze tweede bekerwinst stootte de club opnieuw door tot de halve finale in de Europacup II en werd daar verslagen door West Ham United. Ook de volgende jaren bleef de club in de subtop eindigen. In de 1980 stootte de club door naar de halve finale van de UEFA Cup en dat leek opnieuw het eindstation te worden voor de club na een 2-0 nederlaag tegen landgenoot Bayern München. In de terugwedstrijd won Eintracht echter met 5-1 en plaatste zich voor de tweede keer in de geschiedenis voor de finale van een Europese beker. Daar trof men opnieuw een Duitse club, Borussia Mönchengladbach. In deze tijd werd de finale nog in twee wedstrijden gespeeld in tegenstelling tot de twee andere Europacups. Frankfurt verloor met 3-2 en won thuis met 1-0 en won de UEFA Cup omdat uitdoelpunten dubbel tellen.
In 1981 wint de club nog de Duitse beker door Kaiserslautern in de finale met 3-1 te verslaan. In de kwartfinale van de strijd om de Europacup II wordt de club verslagen door Tottenham Hotspur. Hierna zakt de club weg in de middenmoot en in 1983/84 eindigt de club slechts één plaats boven de degradatiezone, al heeft de club wel nog een comfortabele voorsprong van acht punten op degradant Offenbach. Ook de volgende seizoenen eindigt de club in de lagere middenmoot. In 1987/88 wordt de club negende en wint het voor de vierde keer de Duitse beker. In finale wint de ploeg van trainer Karl-Heinz Feldkamp met 1-0 van VfL Bochum. Het enige doelpunt komt op naam van de Hongaarse middenvelder Lajos Détári. In de Europacup II bereikt de club de kwartfinale en wordt daar gewipt tegen titelverdediger KV Mechelen. In de competitie eindigen vier clubs met evenveel punten op een degradatieplaats en Stuttgarter Kickers degradeert en Eintracht speelt een barragewedstrijd tegen tweedeklasser 1. FC Saarbrücken en wint deze waardoor het behoud verzekerd is.
Begin jaren negentig heeft Eintracht Frankfurt een heropleving. Ze spelen een paar seizoenen mee om het kampioenschap en hebben top spelers als Andread Möller, Anthony Yeboah en Jay-Jay Okocha onder contract. Nadat ze in het voorgaande seizoen aan de degradatie ontsnapten werden ze nu derde in de eindstand. In de UEFA Cup worden ze twee keer vroeg uitgeschakeld door de bescheiden clubs Brøndby IF en KAA Gent. In 1991/92 dingt de club tot op de laatste speeldag mee om een tweede landstitel. Samen met VfB Stuttgart en Borussia Dortmund heeft de club 50 punten en het beste doelsaldo. Tegenstander in de laatste wedstrijd is Hansa Rostock dat theoretisch nog een kans heeft om degradatie te ontlopen. In het Ostseestadion van Hansa gaat de club echter met 2-1 de boot in terwijl de directe tegenstanders winnen en Stuttgart met de titel aan de haal gaat. Door een overwinning van Wattenscheid 09 degradeerde Hansa evenzeer. Het team van Frankfurt van dat seizoen geldt als een van de beste Frankfurter teams aller tijden.
De volgende seizoenen werd de club opnieuw derde, deze keer met grotere achterstand en vijfde. In de UEFA Cup werd twee keer nog de kwartfinale bereikt.
Door extreem wanbeleid van het bestuur, ruzies binnen datzelfde bestuur, ruzies tussen coaches en spelers (waaronder Yeboah die de club teleurgesteld verlaat en daarna nooit meer zo goed zal spelen als bij Frankfurt) glijd de club in no-time af naar de onderste regionen van de Bundesliga. En in 1996 is het dan zover: Eintracht Frankfurt degradeert voor de eerste keer in het bestaan van de club uit de hoogste klasse. Frankfurt, Köln, Hamburg en Kaiserslautern waren de enige clubs die sinds het ontstaan van de Bundesliga altijd erbij geweest waren, maar Kaiserslautern degradeerde ook in 1996. Kaiserslautern zou twee jaar later alweer landskampioen worden van de tweede Bundesliga, maar voor Eintracht verliep het parcours moeizamer.
Na twee seizoenen werd de club vicekampioen achter Nürnberg en promoveerde. Het leek alsof de club een retourticket 2. Bundesliga kreeg. Op de laatste speeldag moest Frankfurt hopen op een wonder, bij een winst tegen Kaiserslautern en een nederlaag van Hansa Rostock verzekerde de club het behoud, maar bij winst van Hansa moest de club hopen op een nederlaag van Nürnberg en zelfs dan was het kantje boord omdat het doelsaldo van Nürnberg vijf doelpunten beter was dan dat van Frankfurt. Hansa won terwijl Nürnberg verloor. Aan de rust stond het nog 0-0 voor Frankfurt-Kaiserslautern, maar in een wervelende tweede helft kwam de wedstrijd op gang, enkele minuten voor affluiten stond het 4-1, waardoor de club nog degradeerde, maar de Noorse publiekslieveling Jan Åge Fjørtoft scoorde nog in de laatste minuten waardoor het 5-1 werd en het doelsaldo plots beter was dan dat van Nürnberg. Het 100-jarig bestaan van de club kon gevierd worden met het behoud. Het volgende seizoen werd het behoud opnieuw pas op de laatste speeldag verzekerd. Deze keer had de club het lot volledig in eigen handen. Eintracht moest tegen directe concurrent SSV Ulm 1846 spelen. De verliezer zou degraderen en bij een gelijkspel bleef Frankfurt in eerste. Frankfurt won met 2-1 en bleef in de Bundesliga. Het bleek slechts uitstel van executie te zijn want het volgende seizoen werd het lot van de club op de voorlaatste speeldag bezegeld.
Door financiële problemen was de voetbalafdeling onafhankelijk geworden van de sportclub en werd een AG als onderdeel van de sportclub. In 2002 komt de club opnieuw zwaar in de problemen nadat enkele sponsors afhaken en ze met een miljoenenschuld zitten. Frankfurt zou geen licentie krijgen voor de 2. Bundesliga en moest degraderen, waardoor SpVgg Unterhaching van degradatie gered werd. Op 3 juli kreeg de club dan toch zijn licentie, Unterhaching ging in beroep maar verloor. Het volgende seizoen doet de club weer helemaal mee voor de promotie en op de laatste speeldag zijn de eerste twee plaatsen al verdeeld, maar strijden Frankfurt, FSV Mainz en SpVgg Greuther Fürth nog voor de laatste promotieplaats, al moet Fürth wel rekenen op nederlagen van Frankfurt en Mainz. Het doelsaldo van Frankfurt telt één goal meer, dus een grote zege van Mainz zou nog roet in het eten kunnen gooien. Mainz won met 1-4 van Eintracht Braunschweig, maar door een spectaculaire 6-3 zege van Frankfurt tegen SSV Reutlingen dwong Eintracht nog de promotie af.
De terugkeer in de Bundesliga was geen succes en na één seizoen degradeerde de club opnieuw. In de DFB-Pokal trof de club in de eerste ronde de oude rivaal Kickers Offenbach, het was de eerste officiële wedstrijd tussen de twee sinds de degradatie uit de Bundesliga van Offenbach in 1984. Het werd gelijk (1-1) en Frankfurt won na penalty's met 4-3. In de tweede ronde werd de club door MSV Duisburg uitgeschakeld. Het volgende seizoen in de 2. Bundesliga nam de club een zeer slechte start en stond na 11 speeldagen op de veertiende plaats. Daarna ging het beter met de club en aan de winterstop stond de club op de vijfde plaats. In de terugronde was Frankfurt de beste en eindigde daardoor op de derde plaats.
In 2005/06 startte de club vrij goed met een tiende plaats in de heenronde. In de terugronde was de club voorlaatste, maar verzekerde toch het behoud op de voorlaatste speeldag. In de beker gaf de club Schalke een 6-0 pandoering en won ook met 5-2 van Nürnberg, beide teams eindigden in de linkertabelhelft van de Bundesliga en Frankfurt bereikte zelfs de finale die het verloor van kampioen Bayern München. Door het feit dat Bayern zich al geplaatst had voor de Champions League mocht Frankfurt nog eens Europees spelen in de UEFA Cup. Na winst tegen het Deense Brøndby plaatste Eintracht zich voor de groepsfase van de UEFA Cup, maar kon daar niet overtuigen met een nederlaag tegen Palermo en drie gelijke spellen. In de DFB-Pokal bereikte de club de halve finale.
De fans van Eintracht Frankfurt hebben de laatste jaren de naam gekregen de fanatiekste supporters van Duitsland te zijn. Dit gaat echter ook gepaard met een hoop hooligangeweld waarvoor de club regelmatig hoge boetes moet betalen.
Het seizoen 2010/2011 was een rampzalig seizoen van Eintracht Frankfurt. Ze eindigden voorlaatst en degradeerden dus naar de 2.Bundesliga. Toen de degradatie een feit was, stapte trainer Christoph Daum zelf op. Armin Veh volgde hem op. Na één seizoen maakte de club echter al een terugkeer naar de Bundesliga.
De terugkeer bij de elite begon glansrijk met vier zeges op rij, nog nooit was een promovendus daarin geslaagd. Speler Sebastian Jung werd in november geselecteerd voor het nationaal elftal en dat was al 13 jaar geleden voor de club. De club kon de goede vorm enigszins behouden en ging de winterstop in met een vierde plaats.
Na dertig jaar won de club op 19 mei 2018 weer een grote prijs. In de finale van de strijd om de DFB-Pokal won de ploeg van trainer Niko Kovač met 3-1 van Bayern München. Twee Nederlanders stonden in het basiselftal: Jonathan de Guzman en Jetro Willems.
In het seizoen 2021/22 won Eintracht Frankfurt de Europa League zonder een wedstrijd te verliezen. De finale werd beslist d.m.v. een strafschoppenserie.

## Erelijst
| Internationaal                |    |                                            |
| UEFA Cup / UEFA Europa League | 2x | 1980, 2022                                 |
| International Football Cup    | 1x | 1967                                       |
| Nationaal                     |    |                                            |
| Deutsche Fußballmeisterschaft | 1x | 1959                                       |
| 2. Bundesliga                 | 1x | 1998                                       |
| DFL-Pokal/DFB-Pokal           | 5x | 1974, 1975, 1981, 1988, 2018               |
| Gauliga Südwest               | 1x | 1938                                       |
| Mainkampioen                  | 6x | 1921 (noord), 1928, 1929, 1930, 1931, 1932 |

## Eerste elftal

### Selectie
| Nr.           | Naam                    | Nationaliteit    | Geb. datum | Sinds | Contract | Vorige club            |  |
| ------------- | ----------------------- | ---------------- | ---------- | ----- | -------- | ---------------------- |  |
| Doelmannen    |                         |                  |            |       |          |                        |  |
| 33            | Jens Grahl              | Duitsland        | 22-09-1988 | 2021  | 2026     | VfB Stuttgart          |  |
| 39            | Amil Šiljević           | Duitsland        | 19-01-2007 | 2016  | 2026     | SG 1877 Frankfurt Nied |  |
| 40            | Kauã Santos             | Brazilië         | 11-04-2003 | 2023  | 2030     | CR Flamengo            |  |
| Verdedigers   |                         |                  |            |       |          |                        |  |
| 2             | Elias Baum              | Duitsland        | 26-10-2005 | 2023  | 2029     |                        |  |
| 3             | Arthur Theate           | België           | 25-05-2000 | 2024  | 2029     | Rennes                 |  |
| 4             | Robin Koch              | Duitsland        | 17-07-1996 | 2023  | 2030     | Leeds United           |  |
| 5             | Aurèle Amenda           | Zwitserland      | 31-07-2003 | 2024  | 2029     | BSC Young Boys         |  |
| 13            | Rasmus Kristensen       | Denemarken       | 11-07-1997 | 2024  | 2029     | AS Roma                |  |
| 21            | Nathaniel Brown         | Duitsland        | 16-06-2003 | 2024  | 2029     | 1. FC Nürnberg         |  |
| 22            | Timothy Chandler        | Verenigde Staten | 29-03-1990 | 2014  | 2026     | Nürnberg               |  |
| 29            | Niels Nkounkou          | Frankrijk        | 01-11-2000 | 2023  | 2028     | AS Saint-Étienne       |  |
| 34            | Nnamdi Collins          | Duitsland        | 10-01-2004 | 2023  | 2030     | Borussia Dortmund      |  |
| 41            | Fousseny Doumbia        | Mali             | 23-02-2005 | 2022  | 2026     | TSV 1860 München       |  |
| 49            | Derek Boakye Osei       | Spanje           | 03-12-2006 | 2016  | ?        | FFV Sportfreunde 1904  |  |
| ?             | Aurélio Buta            | Portugal         | 10-02-1997 | 2022  | 2026     | Royal Antwerp FC       |  |
| ?             | Hrvoje Smolčić          | Kroatië          | 17-08-2000 | 2022  | 2027     | Rijeka                 |  |
| Middenvelders |                         |                  |            |       |          |                        |  |
| 6             | Oscar Højlund           | Denemarken       | 04-01-2005 | 2024  | 2029     | FC Kopenhagen          |  |
| 8             | Farès Chaïbi            | Algerije         | 28-11-2002 | 2023  | 2028     | Toulouse FC            |  |
| 15            | Ellyes Skhiri           | Tunesië          | 10-06-1995 | 2023  | 2027     | FC Köln                |  |
| 16            | Hugo Larsson            | Zweden           | 27-06-2004 | 2023  | 2029     | Malmö FF               |  |
| 18            | Mahmoud Dahoud          | Duitsland        | 01-01-1996 | 2024  | 2026     | Brighton & Hove Albion |  |
| 20            | Ritsu Doan              | Japan            | 16-06-1998 | 2025  | 2030     | SC Freiburg            |  |
| 26            | Éric Junior Dina Ebimbe | Frankrijk        | 21-11-2000 | 2022  | 2027     | Paris Saint-Germain    |  |
| 27            | Mario Götze             | Duitsland        | 03-06-1992 | 2022  | 2026     | PSV                    |  |
| 31            | Paxten Aaronson         | Verenigde Staten | 26-08-2003 | 2023  | 2027     | Philadelphia           |  |
| 37            | Jeremiaha Maluze        | Duitsland        | 11-11-2004 | 2025  | 2026     | FC Rot-Weiß Erfurt     |  |
| 45            | Marvin Dills            | Verenigde Staten | 25-04-2007 | 2025  | 2030     | TuS Makkabi Frankfurt  |  |
| 47            | Noah Fenyő              | Hongarije        | 30-01-2006 | 2016  | 2029     | FV Stierstadt          |  |
| Aanvallers    |                         |                  |            |       |          |                        |  |
| 7             | Ansgar Knauff           | Duitsland        | 10-01-2002 | 2022  | 2028     | Borussia Dortmund      |  |
| 9             | Jonathan Burkardt       | Duitsland        | 11-07-2000 | 2025  | 2030     | Mainz 05               |  |
| 11            | Hugo Ekitike            | Frankrijk        | 20-06-2002 | 2024  | 2029     | Paris Saint-Germain    |  |
| 17            | Elye Wahi               | Frankrijk        | 02-01-2003 | 2025  | 2030     | Olympique Marseille    |  |
| 19            | Jean-Mattéo Bahoya      | Frankrijk        | 07-05-2005 | 2024  | 2029     | Angers SCO             |  |
| 23            | Krisztián Lisztes       | Hongarije        | 06-05-2005 | 2024  | 2029     | Ferencvárosi TC        |  |
| 30            | Michy Batshuayi         | België           | 02-10-1993 | 2025  | 2027     | Galatasaray            |  |
| 42            | Can Uzun                | Turkije          | 11-11-2005 | 2024  | 2029     | 1. FC Nürnberg         |  |
| 50            | Alessandro Gaul Souza   | Duitsland        | 20-06-2007 | 2020  | 20?      | 1.FC-TSG Königstein    |  |
| ?             | Jessic Ngankam          | Duitsland        | 20-07-2000 | 2023  | 2028     | Hertha BSC             |  |

Laatste update: 8 august 2025

### Staf
| Functie           | Naam            | Sinds | Contract | Vorige club    |
| ----------------- | --------------- | ----- | -------- | -------------- |
| Hoofdtrainer      | Dino Toppmöller | 2023  | 2026     | Bayern München |
| Assistent-trainer | Stefan Buck     | 2023  | 2026     | Bayern München |
| Assistent-trainer | Jan Fießer      | 2024  | 2026     | VfL Bochum     |
| Assistent-trainer | Nélson Morgado  | 2023  | 2026     | Monaco         |
| Assistent-trainer | Xaver Zembrod   | 2024  | 2026     | Bayern München |
| Keeperstrainer    | Jan Zimmermann  | 2020  | 2024     | vorige         |

Laatste update: 22 september 2024

## Overzichtslijsten
| Niveau | Aantal | Periode (1945-2026)                                   |
| ------ | ------ | ----------------------------------------------------- |
| I      | 75     | 1945-1996, 1998-2001, 2003-2004, 2005-2011, 2012-.... |
| II     | 6      | 1996-1998, 2001-2003, 2004-2005, 2011-2012            |

### Eindklasseringen sinds 1964
- 1964 3e
Bundesliga
- 1965 8e
Bundesliga
- 1966 7e
Bundesliga
- 1967 4e
Bundesliga
- 1968 6e
Bundesliga
- 1969 8e
Bundesliga
- 1970 8e
Bundesliga
- 1971 15e
Bundesliga
- 1972 5e
Bundesliga
- 1973 8e
Bundesliga
- 1974 4e
Bundesliga
- 1975 3e
Bundesliga
- 1976 9e
Bundesliga
- 1977 4e
Bundesliga
- 1978 7e
Bundesliga
- 1979 5e
Bundesliga
- 1980 9e
Bundesliga
- 1981 5e
Bundesliga
- 1982 8e
Bundesliga
- 1983 10e
Bundesliga
- 1984 16e
Bundesliga
- 1985 12e
Bundesliga
- 1986 15e
Bundesliga
- 1987 15e
Bundesliga
- 1988 9e
Bundesliga
- 1989 16e
Bundesliga
- 1990 3e
Bundesliga
- 1991 4e
Bundesliga
- 1992 3e
Bundesliga
- 1993 3e
Bundesliga
- 1994 5e
Bundesliga
- 1995 9e
Bundesliga
- 1996 17e
Bundesliga
- 1997 7e
2. Bundesliga
- 1998 1e
2. Bundesliga
- 1999 15e
Bundesliga
- 2000 13e
Bundesliga
- 2001 17e
Bundesliga
- 2002 7e
2. Bundesliga
- 2003 3e
2. Bundesliga
- 2004 16e
Bundesliga
- 2005 3e
2. Bundesliga
- 2006 14e
Bundesliga
- 2007 14e
Bundesliga
- 2008 9e
Bundesliga
- 2009 13e
Bundesliga
- 2010 10e
Bundesliga
- 2011 17e
Bundesliga
- 2012 2e
2. Bundesliga
- 2013 6e
Bundesliga
- 2014 13e
Bundesliga
- 2015 9e
Bundesliga
- 2016 16e
Bundesliga
- 2017 11e
Bundesliga
- 2018 8e
Bundesliga
- 2019 7e
Bundesliga
- 2020 9e
Bundesliga
- 2021 5e
Bundesliga
- 2022 11e
Bundesliga
- 2023 7e
Bundesliga
- 2024 6e
Bundesliga
- 2025 3e
Bundesliga

- Niveau 1
- Niveau 2

| Legenda niveautijdlijn | Legenda niveautijdlijn      | Legenda niveautijdlijn      | Legenda niveautijdlijn      | Legenda niveautijdlijn    | Legenda niveautijdlijn |
| Liga                   | Seizoen 1963/64 t/m 1973/74 | Seizoen 1974/75 t/m 1993/94 | Seizoen 1994/95 t/m 2007/08 | Seizoen 2008/09 tot heden | Opmerking              |
| ---------------------- | --------------------------- | --------------------------- | --------------------------- | ------------------------- | ---------------------- |
| Bundesliga             | Niveau I                    | Niveau I                    | Niveau I                    | Niveau I                  |                        |
| 2. Bundesliga          | --                          | Niveau II                   | Niveau II                   | Niveau II                 |                        |
| 3. Liga                | --                          | --                          | --                          | Niveau III                |                        |
| Regionalliga           | Niveau II                   | --                          | Niveau III                  | Niveau IV                 |                        |
| Oberliga               | --                          | Niveau III *                | Niveau IV                   | Niveau V                  | * vanaf 1978/79        |

### Resultaten
| Seizoen | Niv. | Positie | Liga                               | Wedstr. | Winst | Gelijk | Verlies | Doelsaldo | Punten | Tsch.gem. | Topscorer                               | DFB-Pokal    | Opmerkingen                                               |
| ------- | ---- | ------- | ---------------------------------- | ------- | ----- | ------ | ------- | --------- | ------ | --------- | --------------------------------------- | ------------ | --------------------------------------------------------- |
| 1920/21 | I    | 1       | Bezirksliga Nordmain               | 20      | 12    | 5      | 3       | 31-18     | 29     |           |                                         | --           |                                                           |
| 1921/22 | I    | 1       | Bezirksliga Nordmain               | 14      | 13    | 0      | 1       | 43-12     | 26     |           |                                         | --           | Finale Nordmain > VfL Germania 1894 Frankfurt 2-2, 1-4    |
| 1922/23 | I    | 3       | Bezirksliga Main                   | 14      | 8     | 1      | 5       | 29-23     | 17     |           |                                         | --           |                                                           |
| 1923/24 | I    | 2       | Bezirksliga Main                   | 14      | 8     | 2      | 4       | 33-21     | 18     |           |                                         | --           |                                                           |
| 1924/25 | I    | 5       | Bezirksliga Main                   | 14      | 3     | 6      | 5       | 14-21     | 12     |           |                                         | --           |                                                           |
| 1925/26 | I    | 4       | Bezirksliga Main                   | 14      | 7     | 2      | 5       | 40-28     | 15     |           |                                         | --           |                                                           |
| 1926/27 | I    | 2       | Bezirksliga Main                   | 18      | 13    | 2      | 3       | 41-19     | 28     |           |                                         | --           | 3e in eindronde vice-kampioenen                           |
| 1927/28 | I    | 1       | Bezirksliga Main                   | 22      | 20    | 1      | 1       | 94-13     | 41     |           |                                         | --           |                                                           |
| 1927/28 | I    | 2       | Zuid-Duits kampioenschap           | 14      | 9     | 3      | 2       | 39-23     | 21     |           |                                         | --           | 1/8 finale Duits kampioenschap (1-3) SpVgg Sülz 07        |
| 1928/29 | I    | 1       | Bezirksliga Main                   | 18      | 12    | 3      | 3       | 56-29     | 27     |           |                                         | --           |                                                           |
| 1928/29 | I    | 4       | Zuid-Duits kampioenschap           | 14      | 7     | 1      | 6       | 27-26     | 15     |           |                                         | --           |                                                           |
| 1929/30 | I    | 1       | Bezirksliga Main                   | 14      | 10    | 3      | 1       | 33-12     | 23     |           |                                         | --           |                                                           |
| 1929/30 | I    | 1       | Zuid-Duits kampioenschap           | 14      | 11    | 2      | 1       | 45-26     | 25     |           |                                         | --           | 1/4 finale Duits kampioenschap (2-4) Holstein Kiel        |
| 1930/31 | I    | 1       | Bezirksliga Main                   | 14      | 10    | 3      | 1       | 51-13     | 23     |           |                                         | --           |                                                           |
| 1930/31 | I    | 2       | Zuid-Duits kampioenschap           | 14      | 9     | 2      | 3       | 32-20     | 20     |           |                                         | --           | 1/4 Finale Duits kampioenschap (0-2) Hamburger SV         |
| 1931/32 | I    | 1       | Bezirksliga Main                   | 20      | 16    | 3      | 1       | 81-18     | 35     |           |                                         | --           | Finale Zuid-Duits kampioenschap > FC Bayern München 2-0   |
| 1931/32 | I    | 1       | Zuid-Duits kampioenschap Noordwest | 14      | 9     | 2      | 3       | 29-20     | 20     |           |                                         | --           | Finale Duits kampioenschap (0-2) > FC Bayern München.     |
| 1932/33 | I    | 2       | Bezirksliga Main                   | 18      | 12    | 5      | 1       | 45-16     | 29     |           |                                         | --           |                                                           |
| 1932/33 | I    | 2       | Zuid-Duits kampioenschap Noordwest | 14      | 9     | 2      | 3       | 31-17     | 20     |           |                                         | --           | 1/2 finale Duits kampioenschap (0-4) > Fortuna Düsseldorf |
| 1933/34 | I    | 4       | Gauliga Südwest                    | 22      | 10    | 5      | 7       | 53-40     | 25     |           |                                         | --           |                                                           |
| 1934/35 | I    | 7       | Gauliga Südwest                    | 20      | 7     | 7      | 6       | 30-29     | 21     |           |                                         | --           |                                                           |
| 1935/36 | I    | 3       | Gauliga Südwest                    | 18      | 10    | 5      | 3       | 32-19     | 25     |           |                                         | --           |                                                           |
| 1936/37 | I    | 2       | Gauliga Südwest                    | 18      | 12    | 2      | 4       | 48-31     | 26     |           |                                         | --           |                                                           |
| 1937/38 | I    | 1       | Gauliga Südwest                    | 18      | 13    | 2      | 3       | 28-25     | 28     |           |                                         | --           | 2e in groep A Duits kampioenschap                         |
| 1938/39 | I    | 3       | Gauliga Südwest                    | 18      | 11    | 0      | 7       | 49-34     | 22     |           |                                         | 1e ronde     |                                                           |
| 1939/40 | I    | 2       | Gauliga Südwest-Mainhessen         | 12      | 11    | 0      | 7       | 28-17     | 19     |           |                                         | 2e ronde     |                                                           |
| 1940/41 | I    | 3       | Gauliga Südwest-Mainhessen         | 14      | 7     | 3      | 4       | 34-22     | 17     |           |                                         | 3e ronde     |                                                           |
| 1941/42 | I    | 2       | Gauliga Hessen-Nassau              | 12      | 8     | 1      | 3       | 46-20     | 17     |           |                                         |              |                                                           |
| 1942/43 | I    | 5       | Gauliga Hessen-Nassau              | 18      | 6     | 4      | 8       | 29-35     | 16     |           |                                         | 2e ronde     |                                                           |
| 1943/44 | I    | 4       | Gauliga Hessen-Nassau              | 18      | 9     | 5      | 4       | 53-33     | 23     |           |                                         |              |                                                           |
| 1944/45 | I    | 2       | Gauliga Hessen-Nassau              | 5       |       |        |         |           | 6      |           |                                         |              | Seizoen werd vanwege de oorlog niet voltooid              |
| 1945/46 | I    | 11      | Oberliga Süd                       | 30      | 9     | 7      | 14      | 71-75     | 25     |           |                                         |              |                                                           |
| 1946/47 | I    | 3       | Oberliga Süd                       | 38      | 16    | 14     | 8       | 72-50     | 46     |           |                                         |              |                                                           |
| 1947/48 | I    | 10      | Oberliga Süd                       | 38      | 16    | 9      | 13      | 64-56     | 41     |           |                                         |              |                                                           |
| 1948/49 | I    | 13      | Oberliga Süd                       | 30      | 9     | 8      | 13      | 28-41     | 26     |           |                                         |              |                                                           |
| 1949/50 | I    | 14      | Oberliga Süd                       | 30      | 8     | 8      | 14      | 45-52     | 24     |           |                                         |              |                                                           |
| 1950/51 | I    | 8       | Oberliga Süd                       | 34      | 12    | 10     | 12      | 56-64     | 34     |           |                                         |              |                                                           |
| 1951/52 | I    | 4       | Oberliga Süd                       | 30      | 15    | 4      | 11      | 52-43     | 34     |           |                                         |              |                                                           |
| 1952/53 | I    | 1       | Oberliga Süd                       | 30      | 16    | 7      | 7       | 62-49     | 39     |           |                                         |              |                                                           |
| 1953/54 | I    | 2       | Oberliga Süd                       | 30      | 17    | 8      | 5       | 70-31     | 42     |           |                                         |              |                                                           |
| 1954/55 | I    | 4       | Oberliga Süd                       | 30      | 15    | 6      | 9       | 56-36     | 36     |           |                                         | 2e ronde     |                                                           |
| 1955/56 | I    | 6       | Oberliga Süd                       | 30      | 13    | 5      | 12      | 56-49     | 31     |           |                                         |              |                                                           |
| 1956/57 | I    | 5       | Oberliga Süd                       | 30      | 15    | 5      | 10      | 60-42     | 35     |           |                                         |              |                                                           |
| 1957/58 | I    | 3       | Oberliga Süd                       | 30      | 15    | 9      | 6       | 58-32     | 39     |           |                                         |              |                                                           |
| 1958/59 | I    | 1       | Oberliga Süd                       | 30      | 22    | 5      | 3       | 71-25     | 49     |           |                                         |              | Landskampioen Finale >Kickers Offenbach 5-3 nv            |
| 1959/60 | I    | 4       | Oberliga Süd                       | 30      | 16    | 5      | 9       | 81-57     | 37     |           |                                         |              |                                                           |
| 1960/61 | I    | 2       | Oberliga Süd                       | 30      | 18    | 5      | 7       | 78-38     | 41     |           | Erwin Stein (23)                        |              |                                                           |
| 1961/62 | I    | 2       | Oberliga Süd                       | 30      | 19    | 5      | 6       | 81-37     | 43     | 15.750    | Lothar Schämer (26)                     | 1e ronde     |                                                           |
| 1962/63 | I    | 4       | Oberliga Süd                       | 30      | 14    | 11     | 5       | 56-32     | 39     | 16.067    |                                         | Halve finale |                                                           |
| 1963/64 | I    | 3       | Bundesliga                         | 30      | 16    | 7      | 7       | 65-41     | 39     | 26.300    | Willi Huberts (18)                      | Finale       |                                                           |
| 1964/65 | I    | 8       | Bundesliga                         | 30      | 11    | 7      | 12      | 50-58     | 29     | 23.567    | Willi Huberts / Wolfgang Solz (9)       | 2e ronde     |                                                           |
| 1965/66 | I    | 7       | Bundesliga                         | 34      | 16    | 6      | 12      | 64-46     | 38     | 28.882    | Willi Huberts (17)                      | 2e ronde     |                                                           |
| 1966/67 | I    | 4       | Bundesliga                         | 34      | 15    | 9      | 10      | 66-49     | 39     | 27.176    | Siegfried Bronnert / Wolfgang Solz (12) | Q-ronde      |                                                           |
| 1967/68 | I    | 6       | Bundesliga                         | 34      | 15    | 8      | 11      | 58-51     | 38     | 20.265    | Walter Bechtold (12)                    | 2e ronde     |                                                           |
| 1968/69 | I    | 8       | Bundesliga                         | 34      | 13    | 8      | 13      | 46-43     | 34     | 20.765    | Jürgen Grabowski / Bernd Nickel (8)     | 2e ronde     |                                                           |
| 1969/70 | I    | 8       | Bundesliga                         | 34      | 12    | 10     | 12      | 54-54     | 34     | 17.294    | Horst Heese (12)                        | kwartfinale  |                                                           |
| 1970/71 | I    | 15      | Bundesliga                         | 34      | 11    | 6      | 17      | 39-56     | 28     | 22.676    | Bernd Nickel (13)                       | 2e ronde     |                                                           |
| 1971/72 | I    | 5       | Bundesliga                         | 34      | 16    | 7      | 11      | 71-61     | 39     | 21.059    | Bernd Nickel (13)                       | 2e ronde     |                                                           |
| 1972/73 | I    | 8       | Bundesliga                         | 34      | 15    | 4      | 15      | 58-54     | 34     | 13.912    | Bernd Hölzenbein (13)                   | 2e ronde     |                                                           |
| 1973/74 | I    | 4       | Bundesliga                         | 34      | 15    | 11     | 8       | 63-50     | 41     | 24.412    | Bernd Hölzenbein (12)                   | Winnaar      | < Hamburger SV: 3-1                                       |
| 1974/75 | I    | 3       | Bundesliga                         | 34      | 18    | 7      | 9       | 89-49     | 43     | 23.788    | Bernd Hölzenbein (16)                   | Winnaar      | < MSV Duisburg: 1-0                                       |
| 1975/76 | I    | 9       | Bundesliga                         | 34      | 13    | 10     | 11      | 79-58     | 36     | 21.529    | Bernd Hölzenbein (16)                   | 4e ronde     |                                                           |
| 1976/77 | I    | 4       | Bundesliga                         | 34      | 17    | 8      | 9       | 86-57     | 42     | 23.982    | Bernd Hölzenbein (26)                   | kwartfinale  |                                                           |
| 1977/78 | I    | 7       | Bundesliga                         | 34      | 16    | 4      | 14      | 59-52     | 36     | 26.018    | Bernd Hölzenbein (15)                   | 3e ronde     |                                                           |
| 1978/79 | I    | 5       | Bundesliga                         | 34      | 16    | 7      | 11      | 50-49     | 39     | 25.824    | Bernd Hölzenbein / Werner Lorant (8)    | Halve finale |                                                           |
| 1979/80 | I    | 9       | Bundesliga                         | 34      | 15    | 2      | 17      | 65-61     | 32     | 23.118    | Cha Bum-kun (12)                        | 3e ronde     |                                                           |
| 1980/81 | I    | 5       | Bundesliga                         | 34      | 13    | 12     | 9       | 61-57     | 38     | 21.441    | Bernd Hölzenbein (11)                   | Winnaar      | < 1. FC Kaiserslautern: 3-1                               |
| 1981/82 | I    | 8       | Bundesliga                         | 34      | 17    | 3      | 14      | 83-72     | 37     | 21.147    | Cha Bum-kun / Norbert Nachtweih (11)    | 2e ronde     |                                                           |
| 1982/83 | I    | 10      | Bundesliga                         | 34      | 12    | 5      | 17      | 48-57     | 29     | 21.853    | Cha Bum-kun (15)                        | 1e ronde     |                                                           |
| 1983/84 | I    | 16      | Bundesliga                         | 34      | 7     | 13     | 14      | 45-61     | 27     | 23.103    | Ralf Falkenmayer / Jan Svensson (8)     | 1e ronde     | Relegation > MSV Duisburg 5-0 winst uit, 1-1 thuis        |
| 1984/85 | I    | 12      | Bundesliga                         | 34      | 10    | 12     | 12      | 62-67     | 32     | 23.618    | Harald Krämer (10)                      | 2e ronde     |                                                           |
| 1985/86 | I    | 15      | Bundesliga                         | 34      | 7     | 14     | 13      | 35-49     | 28     | 16.471    | Klaus Theiss (7)                        | 1e ronde     |                                                           |
| 1986/87 | I    | 15      | Bundesliga                         | 34      | 8     | 9      | 17      | 42-53     | 25     | 18.500    | Janusz Turowski (7)                     | kwartfinale  |                                                           |
| 1987/88 | I    | 9       | Bundesliga                         | 34      | 10    | 11     | 13      | 51-50     | 31     | 21.287    | Lajos Détári (11)                       | Winnaar      | < VfL Bochum: 1-0                                         |
| 1988/89 | I    | 16      | Bundesliga                         | 34      | 8     | 10     | 16      | 30-53     | 26     | 17.326    | Lajos Détári / Dieter Eckstein (7)      | 1e ronde     | Relegation >1. FC Saarbrücken 2-0, 1-2                    |
| 1989/90 | I    | 3       | Bundesliga                         | 34      | 15    | 11     | 8       | 61-40     | 41     | 26.735    | Jørn Andersen (18)                      | 1e ronde     |                                                           |
| 1990/91 | I    | 4       | Bundesliga                         | 34      | 15    | 10     | 9       | 63-40     | 40     | 24.310    | Andreas Möller (16)                     | Halve finale |                                                           |
| 1991/92 | I    | 3       | Bundesliga                         | 34      | 18    | 14     | 6       | 76-41     | 50     | 29.868    | Tony Yeboah (15)                        | 2e ronde     |                                                           |
| 1992/93 | I    | 3       | Bundesliga                         | 34      | 15    | 12     | 7       | 56-39     | 42     | 25.382    | Tony Yeboah (20)                        | Halve finale |                                                           |
| 1993/94 | I    | 5       | Bundesliga                         | 34      | 15    | 8      | 11      | 57-41     | 38     | 31.596    | Tony Yeboah (18)                        | 2e ronde     |                                                           |
| 1994/95 | I    | 9       | Bundesliga                         | 34      | 12    | 9      | 13      | 41-49     | 33     | 29.912    | Tony Yeboah / Jay Jay Okocha (7)        | 2e ronde     |                                                           |
| 1995/96 | I    | 17      | Bundesliga                         | 34      | 7     | 11     | 16      | 43-68     | 32     | 29.776    | Matthias Hagner (10)                    | 2e ronde     |                                                           |
| 1996/97 | II   | 7       | 2. Bundesliga                      | 34      | 13    | 9      | 12      | 43-46     | 48     | 16.235    | Maurizio Gaudino (9)                    | 2e ronde     |                                                           |
| 1997/98 | II   | 1       | 2. Bundesliga                      | 34      | 17    | 13     | 4       | 50-32     | 64     | 23.584    | Thomas Sobotzik (10)                    | 3e ronde     |                                                           |
| 1998/99 | I    | 15      | Bundesliga                         | 34      | 9     | 10     | 15      | 44-54     | 37     | 32.844    | Chen Yang (8)                           | 2e ronde     |                                                           |
| 1999/00 | I    | 13      | Bundesliga                         | 34      | 12    | 5      | 17      | 42-44     | 39     | 35.603    | Bachirou Salou (8)                      | 3e ronde     |                                                           |
| 2000/01 | I    | 17      | Bundesliga                         | 34      | 10    | 5      | 19      | 41-68     | 35     | 29.494    | Paweł Kryszałowicz (7)                  | 1e ronde     |                                                           |
| 2001/02 | II   | 7       | 2. Bundesliga                      | 34      | 14    | 12     | 8       | 52-44     | 54     | 13.912    | Paweł Kryszałowicz (16)                 | 3e ronde     |                                                           |
| 2002/03 | II   | 3       | 2. Bundesliga                      | 34      | 17    | 11     | 6       | 59-33     | 62     | 16.271    | Ervin Skela (10)                        | 2e ronde     |                                                           |
| 2003/04 | I    | 16      | Bundesliga                         | 34      | 9     | 5      | 20      | 36-53     | 32     | 26.321    | Ervin Skela (8)                         | 2e ronde     |                                                           |
| 2004/05 | II   | 3       | 2. Bundesliga                      | 34      | 19    | 4      | 11      | 65-39     | 61     | 24.409    | Arie van Lent (16)                      | 3e ronde     |                                                           |
| 2005/06 | I    | 14      | Bundesliga                         | 34      | 9     | 9      | 16      | 42-51     | 36     | 41.863    | Ioannis Amanatidis (12)                 | Finale       | < FC Bayern München: 0-1                                  |
| 2006/07 | I    | 14      | Bundesliga                         | 34      | 9     | 13     | 12      | 46-58     | 40     | 47.625    | Naohiro Takahara (11)                   | Halve finale |                                                           |
| 2007/08 | I    | 9       | Bundesliga                         | 34      | 12    | 10     | 12      | 43-50     | 46     | 48.300    | Ioannis Amanatidis (11)                 | 2e ronde     |                                                           |
| 2008/09 | I    | 13      | Bundesliga                         | 34      | 8     | 9      | 17      | 39-60     | 33     | 47.065    | Nikos Liberopoulos (9)                  | 2e ronde     |                                                           |
| 2009/10 | I    | 10      | Bundesliga                         | 34      | 12    | 10     | 12      | 47-54     | 46     | 47.171    | Alexander Meier (10)                    | 3e ronde     |                                                           |
| 2010/11 | I    | 17      | Bundesliga                         | 34      | 9     | 7      | 18      | 31-49     | 34     | 47.365    | Theofanis Gekas (16)                    | 3e ronde     |                                                           |
| 2011/12 | II   | 2       | 2. Bundesliga                      | 34      | 20    | 8      | 6       | 76-33     | 68     | 37.641    | Alexander Meier (17)                    | 2e ronde     |                                                           |
| 2012/13 | I    | 6       | Bundesliga                         | 34      | 14    | 9      | 11      | 49-46     | 51     | 48.044    | Alexander Meier (16)                    | 1e ronde     |                                                           |
| 2013/14 | I    | 13      | Bundesliga                         | 34      | 9     | 9      | 16      | 40-57     | 36     | 47.053    | Joselu (9)                              | kwartfinale  |                                                           |
| 2014/15 | I    | 9       | Bundesliga                         | 34      | 11    | 10     | 13      | 56-62     | 43     | 47.618    | Alexander Meier (19)                    | 2e ronde     |                                                           |
| 2015/16 | I    | 16      | Bundesliga                         | 34      | 9     | 9      | 16      | 34-52     | 36     | 46.676    | Alexander Meier (12)                    | 2e ronde     | Relegation >1. FC Nürnberg 1-1 thuis, 1-0 winst uit       |
| 2016/17 | I    | 11      | Bundesliga                         | 34      | 11    | 9      | 14      | 36-43     | 42     | 49.176    | Marco Fabián (7)                        | Finale       | < Borussia Dortmund: 1-2                                  |
| 2017/18 | I    | 8       | Bundesliga                         | 34      | 14    | 7      | 13      | 45-45     | 49     | 49.159    | Sebastien Haller (9)                    | Winnaar      | < FC Bayern München: 3-1                                  |
| 2018/19 | I    | 7       | Bundesliga                         | 34      | 15    | 9      | 10      | 60-48     | 54     | 49.765    | Luka Jović (17)                         | 1e ronde     |                                                           |
| 2019/20 | I    | 9       | Bundesliga                         | 34      | 13    | 6      | 15      | 59-60     | 45     | 35.406    | André Silva (12)                        | halve finale |                                                           |
| 2020/21 | I    | 5       | Bundesliga                         | 34      | 16    | 12     | 6       | 69-53     | 60     | --        | André Silva (28)                        | 2e ronde     |                                                           |
| 2021/22 | I    | 11      | Bundesliga                         | 34      | 10    | 12     | 12      | 45-49     | 42     | 26.297    | Rafael Borré (8)                        | 1e ronde     |                                                           |
| 2022/23 | I    | 7       | Bundesliga                         | 34      | 13    | 11     | 10      | 58-52     | 50     | 50.041    | Randal Kolo Muani (15)                  | Finale       | < RB Leipzig: 0-2                                         |
| 2023/24 | I    | 6       | Bundesliga                         | 34      | 11    | 14     | 9       | 51-50     | 47     | 56.959    | Omar Marmoush (12)                      | 8e finale    |                                                           |
| 2024/25 | I    | -       | Bundesliga                         | 34      | 17    | 9      | 8       | 68-46     | 60     | 57.600    | Omar Marmoush/ Hugo Etikité (15)        | 8e finale    |                                                           |

### Eintracht in Europa
Eintracht Frankfurt speelt sinds 1959 in diverse Europese competities. Hieronder staan de competities en in welke seizoenen de club deelnam. In het seizoen 2022/23 wist Eintracht Frankfurt voor het eerst in de geschiedenis van de club de knock-out fase van de Champions League te bereiken. De editie die Eintracht Frankfurt heeft gewonnen is dik gedrukt:
- Champions League (2x)

2022/23, 2025/26
- Europacup I (1x)

1959/60
- Europa League (5x)

2013/14, 2018/19, 2019/20, 2021/22, 2024/25
- Conference League (1x)

2023/24
- Europacup II (4x)

1974/75, 1975/76, 1981/82, 1988/89
- UEFA Cup (10x)

1972/73, 1977/78, 1979/80, 1980/81, 1990/91, 1991/92, 1992/93, 1993/94, 1994/95, 2006/07
- Intertoto Cup (2x)

1965/66, 1966/67, 1995
- Jaarbeursstedenbeker (4x)

1964/65, 1966/67, 1967/68, 1968/69
Bijzonderheden Europese competities:
| Bijzonderheid                 | Datum      | Tegenstander | Uitslag | Plaats     | Naam             | Aantal |
| ----------------------------- | ---------- | ------------ | ------- | ---------- | ---------------- | ------ |
| Hoogste overwinning           | 30-09-1992 | Widzew Łódź  | 9-0     | Frankfurt  |                  |        |
| Hoogste nederlaag             | 19-09-1990 | Brøndby IF   | 0-5     | Kopenhagen |                  |        |
| Speler met meeste wedstrijden | 06-03-2025 |              |         |            | Kevin Trapp      | 67     |
| Speler met meeste doelpunten  | 10-12-1980 |              |         |            | Bernd Hölzenbein | 24     |

UEFA Club Ranking: 23 (07-07-2025)

## Bekende (oud-)Adlers

### Spelers
- Kevin-Prince Boateng
- Uwe Bein
- Uwe Bindewald
- Luc Castaignos
- Timothy Chandler
- Bas Dost
- Hugo Ekitiké
- Ralf Falkenmayer
- Mario Götze
- Jürgen Grabowski
- Jonathan de Guzmán
- Sébastien Haller
- Bernd Hölzenbein
- Luka Jović
- Sebastian Jung
- Daichi Kamada
- Benjamin Köhler
- Karl-Heinz Körbel
- Filip Kostić
- Sam Lammers
- Omar Marmoush
- Alexander Meier
- Bernd Nickel
- Patrick Ochs
- Jay Jay Okocha
- Oka Nikolov
- Alfred Pfaff
- Ante Rebić
- Sebastian Rode
- Marco Russ
- Kevin Trapp
- Jetro Willems
- Anthony Yeboah

#### Records
Top-5 meest gespeelde wedstrijden
| Nr. | Naam              | Land      | Positie      | Periode   | Aantal |
| --- | ----------------- | --------- | ------------ | --------- | ------ |
| 1.  | Karl-Heinz Körbel | Duitsland | Verdediger   | 1972-1991 | 731    |
| 2.  | Jürgen Grabowski† | Duitsland | Middenvelder | 1965-1980 | 545    |
| 3.  | Bernd Nickel†     | Duitsland | Middenvelder | 1968-1983 | 534    |
| 4.  | Bernd Hölzenbein† | Duitsland | Aanvaller    | 1967-1981 | 524    |
| 5.  | Uwe Bindewald     | Duitsland | Verdediger   | 1987-2004 | 442    |

Top-5 doelpuntenmakers
| Nr. | Naam              | Land            | Periode   | Aantal |
| --- | ----------------- | --------------- | --------- | ------ |
| 1.  | Bernd Hölzenbein  | Duitsland       | 1967-1981 | 212    |
| 2.  | Bernd Nickel†     | Duitsland       | 1968-1983 | 178    |
| 3.  | Jürgen Grabowski† | Duitsland Polen | 1965-1980 | 147    |
| 4.  | Alexander Meier   | Duitsland       | 2004-2018 | 134    |
| 5.  | Erwin Stein       | Duitsland       | 1959-1966 | 111    |

stand: 08-08-2025

### Trainers
- Jörg Berger
- Friedhelm Funkel
- Oliver Glasner
- Adi Hütter
- Niko Kovač
- Felix Magath
- Paul Oßwald
- Erich Ribbeck
- Elek Schwartz
- Armin Veh